# Антон Фугер фон Кирхберг-Вайсенхорн
Антон Фугер фон Кирхберг-Вайсенхорн (на немски: Anton Fugger Freiherr von Kirchberg und Weissenhorn; * 9 август 1552; † 13 април 1615 в Швебиш Гмюнд) от род Фугер от линията „Лилията“ („фон дер Лилие“) е фрайхер на Кирхберг-Вайсенхорн, господар на Хайнхофен и Айщетен.
Той е син (от 14 деца) на хуманиста граф и фрайхер Георг Фугер фон Кирхберг и Вайсенхорн (1518 – 1569) и съпругата му Урсула фон Лихтенщайн († 1573), дъщеря на граф Вилхелм фон Лихтенщайн-Карнайд, губернатор на Южен Тирол, и Магдалена Щьотин. Внук е на тъговеца и банкера имперски граф Раймунд Фугер фон Кирхберг (1489 – 1535). Правнук е на банкера Георг Фугер (1453 – 1506). Баща му Георг Фугер става граф на Кирхберг и Вайсенхорн ок. 29 август 1535 г. във Виена.
Братята му са Филип Едуард Фугер (1546 – 1618), Октавиан Секундус Фугер (1549 – 1600), Юлиус Максимилиан (1550 – 1563) и Раймунд (1553 – 1606). През 1580 г. неговите двама братя Филип Едуард и Октавиан Секундус, основават търговската банка „Георг Фугерше' Ербен“ (Георг Фугер' наследници).

## Фамилия
Антон Фугер фон Кирхберг-Вайсенхорн се жени на 4 февруари 1578 г. за графиня Барбара фон Хелфенщайн-Визенщайг (* 19 юни 1552; † 30 ноември 1605), дъщеря на граф Себастиан фон Хелфенщайн (1521 – 1564) и Мария фон дер Марк († 1563), дъщеря на Роберт II фон Марк-Аренберг (1506 – 1536) и Валбурга фон Егмонт-Бюрен († 1547). Бракът е бездетен.
Съпругата му Барбара фон Хелфенщайн-Визенщайг е сестра на Мария Магдалена фон Хелфенщайн-Визенщайг (1562 – 1622), омъжена на 14 октомври 1590 г. във Визенщайг за фрайхер Йоахим Фугер фон Кирхберг-Вайсенхорн (* 1563), и полусестра на Катарина фон Хелфенщайн-Визенщайг (1563 – 1627), омъжена на 22 април 1583 г. във Визенщайг за фрайхер Северин Фугер фон Кирхберг-Вайсенхорн (1551 – 1601).
Антон Фугер фон Кирхберг-Вайсенхорн се жени втори път на 25 февруари 1607 г. за трушсес Урсула фон Хьофинген. Те имат четири деца:

- Георг Вилхелм Фугер фон Кирхберг-Вайсенхорн (* 8 декември 1608, Гмюнд; † сл. 1637), граф
- Хайнрих Раймунд Фугер фон Кирхберг-Вайсенхорн (* 2 октомври 1611, Гмюнд; † 11 август 1656/1654), граф, женен 1636 г. за графиня Мария Кристина фон Лихтенщайн († 1636); имат 10 деца
- Мария Фугер фон Кирхберг-Вайсенхорн (* 1 октомври 1612; † 23 февруари 1667, Фрайбург)
- Антон Франц Фугер фон Кирхберг-Вайсенхорн (* 15 септември 1615; † 11 февруари 1617?)